# يوسف الرومي (رادود)

## المقدمة
يوسف الرومي من مواليد 1973م، هو رادود ترعرع في مسقط رأسه البحرين - سترة (واديان) وبدأ مشواره الفني في عام 1984 م كمنشدٍ في فرقة إسلامية؛ ثم إتجه إلى مجال آخر ليجمع فيه طاقتين طاقة المنشد صاحب الصوت العذب، وطاقة الرادود الحسيني المبدع.
وقد برزت إبداعاته على الساحة، فقد زرع بين المواكب الحسينية إسلوباً جديداً ليصبح في مدة قصيرة من الرواديد الذين أدخلوا على المرثيات الحسينية نفساً جديدا.
كان الرادود بارعاً في العديد من المجالات الفنية كالخط والرسم والإنشاد منذ نعومة أظافره، مما ساعدته تلك الموهبة في الكثير من الإبداع المستقبلي مع مرور السنين والأيام.

## بدايات الرادود الإنشادية
كانت بدايات الرادود الحسيني يوسف الرومي انطلاقاً من الأناشيد والتي كان لها الدور الرئيسي في تحفيزه وإعداده الإعداد اللازم الذي مكنه من الخوض والمشاركة في مواكب العزاء فيما بعد، حيث بدأ كمنشد حسيني قبل أن يكون رادوداً حسينيا.
ولمعرفة بدايات الرادود الفعلية، يقول جواد مرهون (أقدم أصدقاء الرادود منذ سنة 1981 م): كانت البداية الفعلية للرادود الحسيني يوسف الرومي هي سنة 1984 م حينما قام مع مجموعة من أصدقاءه بتأسيس وتكوين فرقة إنشادية للمشاركة في الفعاليات والمناسبات السعيدة ومواليد أهل البيت الأطهار عليهم أفضل الصلاة والسلام.
ومن ثم تم إطلاق تسمية خاصة بتلك الفرقة الإنشادية عرفت بـ «فرقة ثأر الشهداء»، وامتد عملها ونشاطها حتى بدايات عقد التسعينيات وقبل الإنتافضة الشعبية التي ضربت بالبحرين عند نهاية 1994 م.
بعد الانفراجة السياسية المؤقتة التي حصلت بعد التوقيع على الميثاق قام الرادود مع أصدقاءه الرواديد (ومن ضمنهم الرادودان سيد إبراهيم الستري «واديان» وعباس الجزيري «واديان») بتأسيس فرقة عُرفت بـ «فرقة المجتبى الإسلامية» تيمناً بالإمام الحسن المجتبى عليه أفضل الصلاة والسلام، وأستمر عملها في العديد من الفعاليات والكورالات، ومن ضمنها إحدى الفعالية الكبرى التي أقامتها قرية واديان. ووصلت إلى أوج قوتها بعد عدة سنين من الألفية الجديدة عندما قامت بطرح إصدارها المعروف بـ «الشظايا السبع» التربوي والداعي للوحدة بين طوائف المسلمين الكرام؛ ولأسباب فنية والانشغالات التي تعصف بكل مواطن بحريني توقفت الفرقة عن العمل إلى هذا اليوم.

## بدايات الرادود الموكبية
بدأ الرادود مسيرته مع مواكب عزاء الصغار منذ أن كان صغيراً في السن وقبل سن البلوغ، حيث كان يشارك في موكب الصغار الذي كان يخرج من فريگ مأتم حمد بقرية واديان وكان ذلك في سنة 1986 م تقريباً، وأجهزة الموكب آنذاك كانت عبارة عن سماعة واحدة فقط من النوع المحمول باليد والتي كانت تعمل بالبطاريات الجافة. وبعدها قام بأول مشاركة فعلية في مواكب الكبار اعتباراً من سنة 1987 م حينما تم اختياره كواحداً من الرواديد المشاركة في موكب إسكان سترة الشمالي لموسم محرم الحرام 1408 هـ.
في سنة 1988 م قامت لجنة العزاء بقرية واديان مجبرة باختياره للمشاركة في موكب عزاء الكبار وذلك لتميزه الكبير ليكون بعدها أحد الرواديد اللامعين الرئيسين بموكب عزاء قرية واديان، وقد اعتبر إضافة نوعية جديدة لموكب واديان، وهو الوحيد من الرواديد الذي أختير لموكب سترة الموحد مباشرة في نفس الموسم له وواصل معهم الطريق المملوء بالأشواك والعقبات التي رافقت المسيرة العزائية إبان فترة الأحداث التسعينية ولحد هذه الفترة.
أما الرواديد الحسينيين الذين عاصرهم الرادود الحسيني يوسف الرومي بقريته ومسقط رأسه سترة / واديان فهم كثيرون، من ضمنهم: الشاعر عبد الله رضي، الشيخ حسن عيسى، خليل محمد علي إضرابوه، إسماعيل العجمي، علي عيسى، منصور العالي، سيد إبراهيم الستري، الشيخ رياض الحني، محمد سعيد الشيخ وإبراهيم الرومي.. لينظم إلى ركبهم بعدها كل من سيد نضال، عباس الجزيري، مازن الونه، حسين إبراهيم، حسين مرزوق، يونس الصفار، علي خليل خضير ومحسن علي سعد.
حالياً يشارك الرادود في معظم المواكب والمأتم صغيرها وكبيرها في داخل البحرين وخارجها، منها: الكويت والسعودية بالإضافة إلى موكب عزاء سترة واديان وموكب عزاء سترة الموحد، الجزيرة الأم التي ربته وأحتضنته منذ الطفولة وإلى الآن.

## مدرسة الرادود
تميز الرادود منذ اليوم الأول من حمله للميكرفون بعذوبة صوته وإجادته لوزن القصيدة أثناء إلقاءها، حيث كل متتبع لمدرسته يلاحظ طريقته الفريدة وأسلوبه وتدرجه في الطرح من الطور الرثائي الكلاسيكي الحزين إلى الطور الثوري الذي يأخذك إلى منحى آخر من التفاعل مع المصيبة.. فكان بكل ما في الكلمة من معنى من المجددين في المرثيات الحسينية.
بالإضافة إلى النقاط السالفة الذكر، تتميز مدرسة الرومي وتشتهر بينبوع الألحان والأوزان الصعبة الإتقان والإخراج، حيث انه من الندرة قيامه بتكرار الألحان القديمة، فهو دائم الثبات على طرح الجديد من اللطميات في كل ليلة ومكان نراه. وكذلك تتميز مدرسته بالمد الصوتي لدرجات حرجة يصعب على المرء الوصول إليها.
تخرج من مدرسة الرومي الكثير من الرواديد الحسينيين والمنشدين الذين ما لبثوا يصدحون بحب آل البيت الأطهار عليهم أفضل الصلاة والسلام.

## شعراء الرادود
كثير من الشعراء ممن كان على صلة وثيقة بالرادود أو ممن كان له نصيب من لطميات الرومي من أمثال الشعراء الراحلين إلى الرب العظيم الكريم، من تلك الشعراء (الباقين والراحلين بشكلٍ عام) نذكر: الملا عطية الجمري، سيد شهاب الموسوي، كاظم عالمي، عبد الله رضي، عمر الخيام (أحد شعراء إصدار عروج-1)، حسين سبيل، سيد عطية الجمري، شيخ بشار العالي، عقيل ميرزا، الشيخ جعفر، عيسى العصفور، حسين إبراهيم طوق، أستاذ حسن حبيل، أستاذ عبد الرضا، أستاذ عيسى سكاچ، نادر التتان، عبد الله القرمزي، ماهر الشهابي، سلمان عبدالحسين، سيد حافظ الستري، محمد سديف، مصطفى آل طوق (شاعر اللغة الإنجليزية لإصدار عروج 2 – أو سفر عشق -)، محمد جعفر النايم (أحد شعراء إصدار ياسمين)، سيد سعيد الذبحاوي (أحد شعراء إصدار أحلى التهاني)، هيثم الكربلائي (أحد شعراء إصدار أحلى التهاني)... الخ من الشعراء ممن لا تسعنا الذاكرة لذكرهم.. بالإضافة لقيام الرادود بنفسه بالتأليف.

## إصدارات الرادود
للرومي الكثير من الإصدارات المتنوعة بين الرثائية وتلك المخصصة للأفراح، وكلها نفذت تقريباً من الأسواق فور نزولها بمدة زمنية قصيرة؛ نذكرها:
أ‌- إصدارات رثائية:
• الهمس الحسيني
• سلوها كربلاء
• الهمس الزينبي
• زينب والميمون
• أين الحسين (مشترك مع الرادود مهدي سهوان)
• أذن يابلال (مشترك مع الرادود أباذر الحلواجي)
ب‌- إصدارات إنشادية:
. إصدار قديم لفرقة ثأر الشهداء
• عروج 01
• عروج 02(سفر عشق)
• الشظايا السبع
ت‌- إصدارات الأفراح والمواليد:
• جنة الولاية
• أحلى التهاني
• ياسـمـين
ث‌- أعمال متفرقة:
• إصدارات رثائية من دون إستيديوهات، كانت تعرف بالإصدارات الفردية آنذاك، وهي تتدرج من إصدار رقم (1) حتى رقم (9) وقيل عند البعض بوصولها إلى رقم (11) ولم نتحقق من هذا الأمر حتى الآن!
• فقرة «خذني لحظنك» من إصدار «العودة»
• فقرة «صوت الأملاك» من إصدار «أبا تراب»
• ما بين الأمواج سفين (لطمية بهندسة محسن الدقاق)
• أمي شجازيها (أنشودة بمشاركة وهندسة سيد ناصر شرف)
• غربة إنسان (أنشودة بهندسة محسن علي سعد)
• طلعن صارخات (لطميتان بهندسة محسن سعد)
• ذكريات راحل (شريط لطميات مدموج مع صوت ملا)
• أخرى

## هوايات الرادود
للرادود العديد من الهوايات خارج نطاق الصوتيات والمرئيات، والتي مارسها ولا يزال يمارسها إلى يومنا هذا كلما سمحت له الفرصة والوقت بذلك. حيث أتقنها بكل جدارة حتى وصل إلى درجة الاحتراف في بعضها. من الهوايات نذكر التالي:
• الرسم بجميع أنواعه ومعداته
• الخط العربي
• صيد السمك